# Дервениское
Дерве́ниское или Дервени́ское (вариант транскрипции — Дервенское; другое название Кальница) (бел. Дзервя́ніскае, Дзервяні́скае, Дзервяні́ска / Ка́льніца) — озеро в Гродненском районе Гродненской области Белоруссии. Относится к бассейну реки Пыранка.

## Описание
Озеро Дервениское (Кальница) находится в 32 км к северо-востоку от города Гродно. Возле водоёма расположена деревня Глушнево.
Очертания озера за последнее время значительно изменились. Так, по данным 1983 года, площадь поверхности озера составляла 1,04 км², длина — 3,88 км, наибольшая ширина — 0,42 км, длина береговой лини — 9,18 км. По данным же 2014 года, площадь поверхности значительно уменьшилась и составляет 0,57 км². Длина озера также сократилась до 1,47 км, а длина береговой линии — до 3,43 км. Наибольшая ширина не изменилась и составляет 0,42 км. Средняя ширина — 0,27 км. Максимальная глубина водоёма в настоящее время составляет 3,7 м, средняя — 1,8 м. Объём воды — около 0,9 млн м³. Площадь водосбора — 135,7 км².
| Параметр                  | Данные «Энциклопедии природы Белоруссии», 1983 г. | Данные справочника «Водные объекты Республики Беларусь», 2011 г. | Данные статьи 2014 г. |
| ------------------------- | ------------------------------------------------- | ---------------------------------------------------------------- | --------------------- |
| Площадь зеркала, км²      | 1,04                                              | 0,57                                                             | 0,57                  |
| Длина, км                 | 3,88                                              | 1,47                                                             | 1,47                  |
| Наибольшая ширина, км     | 0,42                                              | 0,43                                                             | 0,42                  |
| Средняя ширина, км        | —                                                 | —                                                                | 0,27                  |
| Длина береговой линии, км | 9,18                                              | 3,45                                                             | 3,43                  |
| Наибольшая глубина, м     | —                                                 | 3,4                                                              | 3,7                   |
| Средняя глубина, м        | —                                                 | 1,56                                                             | 1,8                   |
| Объём воды, млн м³        | —                                                 | 0,89                                                             | 0,9                   |
| Площадь водосбора, км²    | —                                                 | —                                                                | 135,7                 |

Котловина лошинного типа, сильно вытянутая с севера на юг. Склоны котловины крутые, высотой 9-10 м, преимущественно сливающиеся с берегами. Берега преимущественно высокие, поросшие лесом, в северной части озера низкие, заросшие редколесьем и кустарником.
Через озеро Дервениское протекает река Соломянка, выше и ниже по течению которой находятся озёра Веровское и Беляшка. Также в озеро впадает ручей, вытекающий из озера Черто́во.

## Охрана природы
Озеро Дервениское входит в состав ландшафтного заказника Озёры, имеющего республиканское значение. При этом Дервениское — единственное из озёр на пути реки Соломянка, в котором разрешён промысловый лов рыбы.